# Função exponencial integral
Na matemática, a função exponencial integral é definida como
{\displaystyle {\mbox{Ei}}(x)=\int _{-x}^{+\infty }{\frac {e^{-t}}{t}}\,\mathrm {d} t.}
Como {\displaystyle {\tfrac {1}{t}}} diverge em t=0, esta integral deve ser interpretada no sentido do valor principal de Cauchy quando {\displaystyle x\geq 0\,}.[carece de fontes?]
Esta função, assim como as funções seno e cosseno integral, respectivamente:
{\displaystyle {\mbox{Si}}(x)=\int _{0}^{x}{\frac {\sin t}{t}}\,\mathrm {d} t.} e
{\displaystyle {\mbox{Ci}}(x)=\int _{\infty }^{x}{\frac {\cos t}{t}}\,\mathrm {d} t.} 
foi usada por Schölmilch para expressar os valores de várias integrais mais complicadas. A função exponencial integral se relaciona com a função logaritmo integral através de:
{\displaystyle {\mbox{Ei}}(x)={\mbox{li}}\ e^{x}\,}
As primeiras tábuas das funções Si(x), Ci(x), Ei(x) e Ei(-x) foram calculadas por Bretschneider e publicadas em 1806 no terceiro volume do livro Archiv der Mathematik und Physik, por Grunert, e incluía os valores destas funções para x = 1, 2, ... 10. Soldner publicou, em 1806 em Munique, os valores da função logaritmo integral para os mesmos valores.
O trabalho de Glaisher continha os valores destas funções para x variando de 0 a 1, com intervalos de 0,01, e com dezenove casas decimais de precisão. Para x variando de 1 a 5, com passos de 0,1, e para os valores inteiros de x de 5 a 15, a tabela tinha precisão de dez casas, e para x = 20, precisão de vinte casas.